# Pterolophia mediofasciata
Pterolophia mediofasciata là một loài bọ cánh cứng trong họ Cerambycidae.